# Distretto di Queenstown
Il distretto di Queenstown Lakes è un'autorità territoriale della Nuova Zelanda che si trova entro i confini della regione di Otago, nell'Isola del Sud. La sede del Consiglio distrettuale si trova nella città di  Queenstown.
Il territorio del distretto si estende quasi completamente sulla catena montuosa delle Alpi meridionali ed è costellato di numerosi laghi. Su uno dei maggiori, il Lake Wakatipu, sorge il capoluogo, Queenstown.

## Popolazione
L'origine del nome Queenstown è dibattuta. L'ipotesi più popolare parla di un cercatore d'oro del posto che avrebbe detto "questa città è degna della regina Vittoria". A volte Queenstown è dispregiativamente chiamata "la Las Vegas sul lago", con riferimento alla presunta fissazione della città per il turismo commerciale. Essa è comunque una destinazione molto popolare sia fra i neozelandesi che fra gli stranieri, soprattutto per quanto riguarda lo sci e il trekking.
Dal censimento del 2001 risulta che la popolazione di Queenstown ammonti a 8 535 abitanti, un incremento di quasi il 20% rispetto a 5 anni prima. Altri centri del distretto sono Arrowtown e Wanaka.

## Economia
Come già accennato, a causa del territorio montuoso l'economia del distretto si basa sul turismo. Da notare anche che intorno alla città di Queenstown si estende un'ampia area di produzione vinicola, probabilmente la più meridionale del mondo, ove viene prodotto un pinot nero molto apprezzato anche all'estero.

Un panorama del Distretto, con la città di Queenstown sullo sfondo